# Rajd Safari 1998
Rezultaty Rajdu Safari (46th Sameer Safari Rally Kenya), eliminacji Rajdowych Mistrzostw Świata w 1998 roku, który odbył się w dniach 28 lutego - 2 marca. Była to trzecia runda czempionatu w tamtym roku i pierwsza na szutrze, a także trzecia w Production World Rally Championship. Bazą rajdu było miasto Nairobi. Zwycięzcami rajdu została brytyjska załoga Richard Burns i Robert Reid w Mitsubishi Carismie GT Evo IV. Wyprzedzili oni Finów Juhę Kankkunena i Juhę Repo w Fordzie Escorcie WRC oraz fińsko-brytyjską załogę Ariego Vatanena i Freda Gallaghera w Fordzie Escorcie WRC. Z kolei w Production WRC zwyciężyła hiszpańska załoga Luís Climent i Álex Romaní w Mitsubishi Lancerze Evo III.
Rajdu nie ukończyły cztery załogi fabryczne. Fin Tommi Mäkinen w Mitsubishi Lancerze Evo IV odpadł na 11. odcinku specjalnym z powodu awarii paska rozrządu. Brytyjczyk Colin McRae w Subaru Imprezie WRC miał awarię silnika na 11. oesie. Jego partner z zespołu Subaru Włoch Piero Liatti także miał awarię silnika (na 9. oesie). Z kolei Hiszpan Carlos Sainz wycofał się na 13. odcinku specjalnym z powodu uszkodzenia zawieszenia.

## Klasyfikacja ostateczna
| Miejsce                | Zawodnik               | Pilot                  | Samochód                     | Czas                   | Strata                 | Grupa                  | Punkty                 |                        |
| Klasyfikacja generalna | Klasyfikacja generalna | Klasyfikacja generalna | Klasyfikacja generalna       | Klasyfikacja generalna | Klasyfikacja generalna | Klasyfikacja generalna | Klasyfikacja generalna | Klasyfikacja generalna |
| ---------------------- | ---------------------- | ---------------------- | ---------------------------- | ---------------------- | ---------------------- | ---------------------- | ---------------------- | ---------------------- |
| 1.                     | Richard Burns          | Robert Reid            | Mitsubishi Carisma GT Evo IV | 8:57:34.0              |                        | A8 M                   | 10                     |                        |
| 2.                     | Juha Kankkunen         | Juha Repo              | Ford Escort WRC              | 9:07:01.0              | +9:27.0                | A8 M                   | 6                      |                        |
| 3.                     | Ari Vatanen            | Fred Gallagher         | Ford Escort WRC              | 9:07:26.0              | +9:52.0                | A8 M                   | 4                      |                        |
| 4.                     | Didier Auriol          | Denis Giraudet         | Toyota Corolla WRC           | 9:12:00.0              | +14:26.0               | A8 M                   | 3                      |                        |
| 5.                     | Harri Rovanperä        | Voitto Silander        | Seat Ibiza GTi 16V Evo2      | 11:03:12.0             | +2:05:38.0             | A7 2L                  | 2                      |                        |
| 6.                     | Raimund Baumschlager   | Klaus Wicha            | Volkswagen Golf GTi 16V      | 11:17:35.0             | +2:20:01.0             | A7 2L                  | 1                      |                        |
| 7.                     | Luís Climent           | Álex Romaní            | Mitsubishi Lancer Evo III    | 11:25:37.0             | +2:28:03.0             | N4                     |                        |                        |
| 8.                     | Kris Rosenberger       | Per Carlsson           | Volkswagen Golf Kit Car      | 11:43:21.0             | +2.45.47.0             | A7 2L                  |                        |                        |
| 9.                     | Marco Brighetti        | Abdul Sidi             | Subaru Impreza 555           | 11:53:35.0             | +2:56:01.0             | A8                     |                        |                        |
| 10.                    | Karim Hirji            | Frank Nekusa           | Toyota Celica GT-Four        | 12:01:03.0             | +3:03:29.0             | A8                     |                        |                        |
| PWRC                   |                        |                        |                              |                        |                        |                        |                        |                        |
| 1. (7.)                | Luís Climent           | Álex Romaní            | Mitsubishi Lancer Evo III    | 11:25:37.0             |                        | A8 M                   | 10                     |                        |
| 2. (11.)               | Manfred Stohl          | Kay Gerlach            | Mitsubishi Lancer Evo III    | 12:15:15.0             | +49:38.0               | N4                     | 6                      |                        |
| 3. (12.)               | Paul Bailey            | Raju Sehmi             | Subaru Impreza 555           | 13:36:06.0             | +2:10:29.0             | N4                     | 4                      |                        |
| 4. (13.)               | Azar Anwar             | Farakh Yusuf           | Subaru Legacy RS             | 13:55:06.0             | +2:29:29.0             | N4                     | 3                      |                        |
| 5. (14.)               | Takayuki Koseki        | Arsad Khan             | Subaru Forester              | 13:56:10.0             | +2:30:33.0             | N4                     | 2                      |                        |
| 6. (16.)               | Chitranjan Patel       | Praful Patel           | Ford Escort RS Cosworth      | 15:03:21.0             | +3:37:44.0             | N4                     | 1                      |                        |
| 2L WRC                 |                        |                        |                              |                        |                        |                        |                        |                        |
| 1 (5.)                 | Harri Rovanperä        | Voitto Silander        | Seat Ibiza GTi 16V Evo2      | 11:03:12.0             | -                      | A7 2L                  |                        |                        |
| 2 (6.)                 | Raimund Baumschlager   | Klaus Wicha            | Volkswagen Golf GTi 16V      | 11:17:35.0             | +14:23                 | A7 2L                  |                        |                        |
| 3 (8.)                 | Kris Rosenberger       | Per Carlsson           | Volkswagen Golf Kit Car      | 11:43:21.0             | +40:09                 | A7 2L                  |                        |                        |

1. ↑  Litera M przy oznaczeniu grupy do której należy samochód oznacza, iż tylko ci kierowcy zdobywali punkty dla swoich zespołów liczonych w klasyfikacji producentów na koniec sezonu.

## Zwycięzcy odcinków specjalnych
| Dzień      | Odcinek | G. rozp. | Nazwa                          | Długość   | Zwycięzca      | Czas    | Lider rajdu   |
| ---------- | ------- | -------- | ------------------------------ | --------- | -------------- | ------- | ------------- |
| 1 (28 LUT) | SS1     | 09:41    | Super Competitive 1            | 2.50 km   | Richard Burns  | 3:06.0  | Richard Burns |
| 1 (28 LUT) | SS2     | 10:42    | Oltepesi - Ngong 1             | 108.12 km | Tommi Mäkinen  | 47:45.0 | Tommi Mäkinen |
| 1 (28 LUT) | SS3     | 12:57    | Hunter's Lookout - Timbuctoo 1 | 71.90 km  | Colin McRae    | 35:18.0 | Tommi Mäkinen |
| 1 (28 LUT) | SS4     | 14:17    | Olkejiado - II Bisel 1         | 109.87 km | Colin McRae    | 55:48.0 | Tommi Mäkinen |
| 1 (28 LUT) | SS5     | 16:42    | Kajiado - Corner Baridi 1      | 48.96 km  | Colin McRae    | 20:45.0 | Tommi Mäkinen |
| 1 (28 LUT) | SS6     | 17:41    | Super Competitive 2            | 2.50 km   | Colin McRae    | 3:06.0  | Tommi Mäkinen |
| 2 (1 MAR)  | SS7     | 06:36    | Crater Lake - Mau Narok        | 79.42 km  | Tommi Mäkinen  | 36:03.0 | Tommi Mäkinen |
| 2 (1 MAR)  | SS8     | 09:12    | Solai - Gari La Moshi 1        | 66.49 km  | Tommi Mäkinen  | 32:04.0 | Tommi Mäkinen |
| 2 (1 MAR)  | SS9     | 11:21    | Nyaru - Eldama Ravine          | 87.19 km  | Carlos Sainz   | 55:52.0 | Tommi Mäkinen |
| 2 (1 MAR)  | SS10    | 13:52    | Marigat - Mogotio              | 78.80 km  | Didier Auriol  | 34:51.0 | Tommi Mäkinen |
| 2 (1 MAR)  | SS11    | 16:20    | Solai - Gari La Moshi 2        | 66.49 km  | Richard Burns  | 32:11.0 | Richard Burns |
| 3 (2 MAR)  | SS12    | 06:33    | Oltepesi - Ngong 2             | 108.12 km | Richard Burns  | 49:46.0 | Richard Burns |
| 3 (2 MAR)  | SS13    | 08:51    | Hunter's Lookout - Timbuctoo 2 | 71.90 km  | Ari Vatanen    | 35:31.0 | Richard Burns |
| 3 (2 MAR)  | SS14    | 10:11    | Olkejiado - II Bisel 2         | 109.87 km | Juha Kankkunen | 56:42.0 | Richard Burns |
| 3 (2 MAR)  | SS15    | 12:32    | Kajiado - Corner Baridi 2      | 48.96 km  | Juha Kankkunen | 21:47.0 | Richard Burns |
| 3 (2 MAR)  | SS16    | 13:31    | Super Competitive 3            | 2.50 km   | Richard Burns  | 3:09.0  | Richard Burns |

## Klasyfikacja po 3 rundach
Tabele przedstawiają tylko pięć pierwszych miejsc.

### Kierowcy
| Lp. | Kierowca       | Pkt |
| --- | -------------- | --- |
| 1   | Carlos Sainz   | 16  |
| 2   | Juha Kankkunen | 16  |
| 3   | Richard Burns  | 12  |
| 4   | Tommi Mäkinen  | 10  |
| 5   | Colin McRae    | 4   |

### Producenci
| Lp. | Producent           | Pkt |
| --- | ------------------- | --- |
| 1   | Mitsubishi Ralliart | 22  |
| 2   | Ford Motor Co. Ltd. | 21  |
| 3   | Toyota Castrol Team | 19  |
| 4   | 555 Subaru WRT      | 10  |